# (7961) Ercolepoli
(7961) Ercolepoli (1994 TD2) – planetoida z grupy pasa głównego asteroid okrążająca Słońce w ciągu 3,22 lat w średniej odległości 2,18 j.a. Odkryta 10 października 1994 roku.